# William Buller

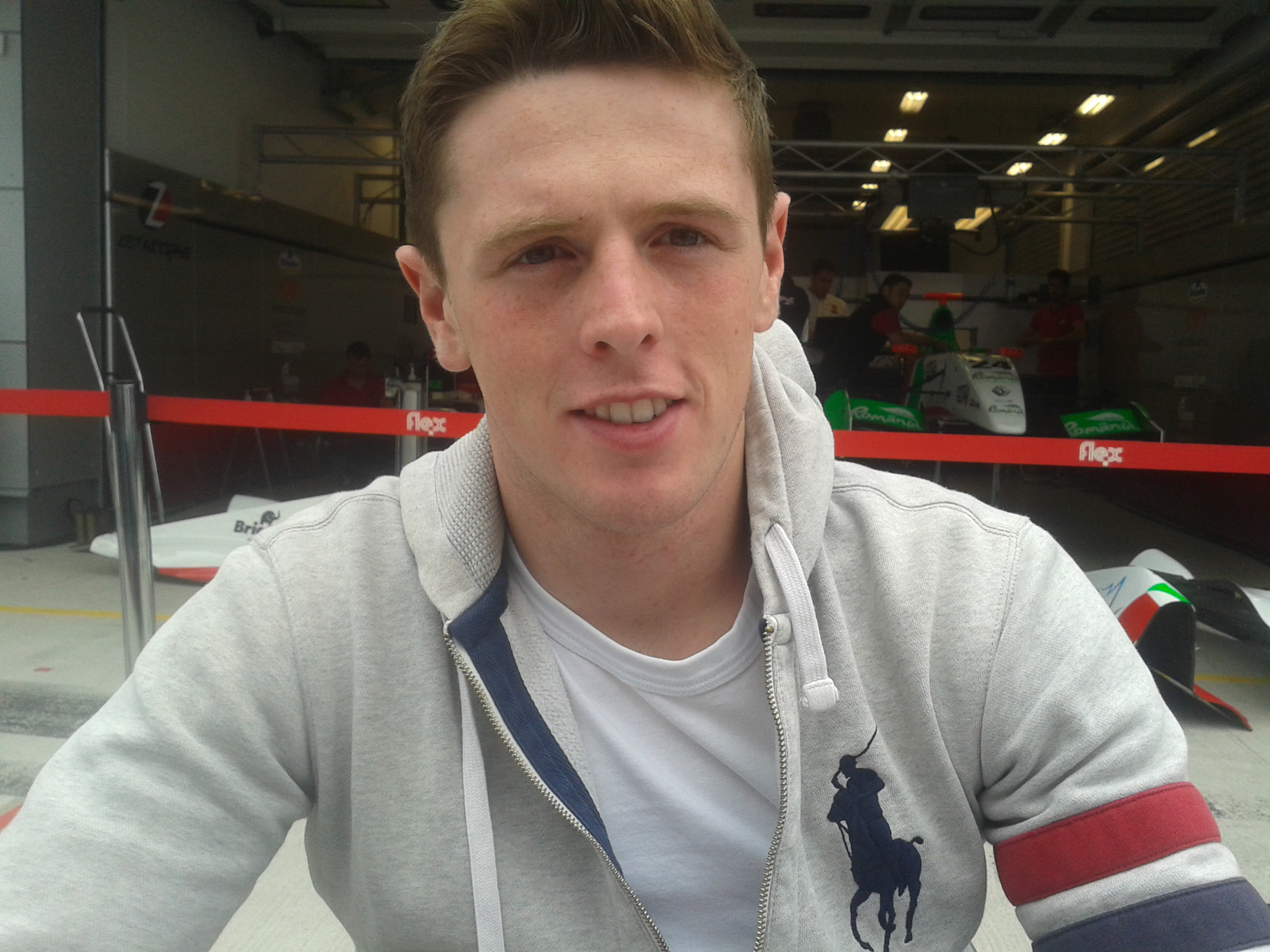
William Buller (2013)

William Buller (Scarva, Noord-Ierland, 17 september 1992) is een Brits autocoureur.

## Carrière

### T Cars
Nadat hij succesvol was in het karting, maakte Buller zijn circuitdebuut in 2007 in het T Cars-kampioenschap voor coureurs tussen de 14 en 17 jaar oud. Hij reed voor het team Calvin Motorsport en eindigde als tweede achter Daniel Brown met vijf overwinningen, inclusief een hattrick op Brands Hatch, en eindigde nog vijf keer op het podium.

### Formule BMW
Ondanks dat hij pas vijftien jaar oud was, stapte Buller over naar de nieuwe Formule BMW Europa in 2008. Voor het team Fortec Motorsport werd hij twaalfde in het kampioenschap met één snelste ronde in de laatste race op Monza. Buller reed ook een gastrace in de Formule BMW Amerika voor het team Autotecnica in support van de Grand Prix Formule 1 van Canada 2008. Hij eindigde als veertiende en negende in de races en eindigde ook als negende in de World Final voor het team EuroInternational.
Aan het eind van het seizoen nam Buller deel aan het winterkampioenschap van zowel de Britse als de Portugese Formule Renault en reed hij ook in de Toyota Racing Series in Nieuw-Zeeland. Hij eindigde als vijfde in de beide Formule Renault-kampioenschappen en eindigde in de top 10 in de Toyota Racing Series, ondanks dat hij aan slechts drie van de zes races deelnam.
Buller keerde terug naar de Formule BMW in 2009, opnieuw voor het team Fortec. Een overwinning bleek niet te bereiken, alhoewel hij wel pole position behaalde op Silverstone en als derde finishte op de Nürburgring op zijn weg naar de tiende plaats in het kampioenschap. Buller reed ook een gastrace in de Formule BMW Pacific voor het team EuroInternational in de laatste ronde in Macau. Hij domineerde het weekend met een overwinning van pole position inclusief de snelste ronde.

### Formule 3
Buller reed in 2010 in het Britse Formule 3-kampioenschap voor het team Hitech Racing. Met twee tweede plaatsen als beste resultaat eindigde Buller als achtste in het kampioenschap. Voor de start van het seizoen won hij ook de eerste race van de Formule 3 Brazilië Open in 2010 op Interlagos voor Hitech, zijn debuut in een Formule 3-auto.
In 2011 bleef Buller rijden in de Britse Formule 3, maar nu voor het team Fortec Motorsport. Hij behaalde drie overwinningen en eindigde hiermee als vierde in het kampioenschap en was hij de enige niet-Carlin-coureur bij de topzes.
In april 2012 werd bekend dat Buller voor Carlin gaat rijden in zowel de Formule 3 Euroseries als het Europees Formule 3-kampioenschap. In de Euroseries eindigde hij als vijfde met twee overwinningen, terwijl hij in de Europese Formule 3 als zesde eindigde met vijf podiumplaatsen.
In 2013 bleef Buller in de Europese Formule 3 rijden, maar stapte hij over naar het team ThreeBond with T-Sport. Na vier raceweekenden stapte hij over naar Fortec Motorsports en na één raceweekend bij dit team verliet hij de Europese Formule 3. Uiteindelijk eindigde hij als zestiende in het kampioenschap met 39 punten. Ook keerde Buller terug in de Britse Formule 3 voor Fortec, waar hij met één overwinning achter Jordan King en Antonio Giovinazzi als derde in het kampioenschap eindigde met 134 punten.

### GP3
In 2012 rijdt Buller voor Carlin in de GP3 Series. Met uitzondering van een overwinning vanaf de laatste startpositie op Silverstone had hij een rustig seizoen, waarin hij met 20 punten als vijftiende eindigde.

### Formule Renault 3.5 Series
In 2013 rijdt Buller in de Formule Renault 3.5 Series, waar hij de zesde coureur in vier raceweekenden wordt voor Zeta Corse na Mihai Marinescu, Emmanuel Piget, Mathéo Tuscher, Carlos Sainz jr. en Nick Yelloly. In zijn tweede raceweekend kreeg hij met Riccardo Agostini opnieuw een nieuwe teamgenoot en race later werd het Carlos Sainz jr.. Met een aantal vijfde plaatsen als beste resultaat eindigde hij als beste Zeta-coureur als elfde in het kampioenschap met 46 punten.
In 2014 stapt Buller fulltime over naar de Formule Renault 3.5, waar hij voor het team Arden Motorsport gaat rijden naast Eurocup Formule Renault 2.0-kampioen Pierre Gasly.